# Rötender Blätterwirrling
Der Rötende Blätterwirrling (Daedaleopsis confragosa), auch Rötende Tramete oder Raue Tramete genannt, ist eine Pilzart aus der Familie der Stielporlingsverwandten (Polyporaceae). Er ist weit verbreitet, wächst häufig in Auwäldern an verschiedenen Laubbäumen und erzeugt im befallenen Holz eine Weißfäule.

## Merkmale

### Makroskopische Merkmale

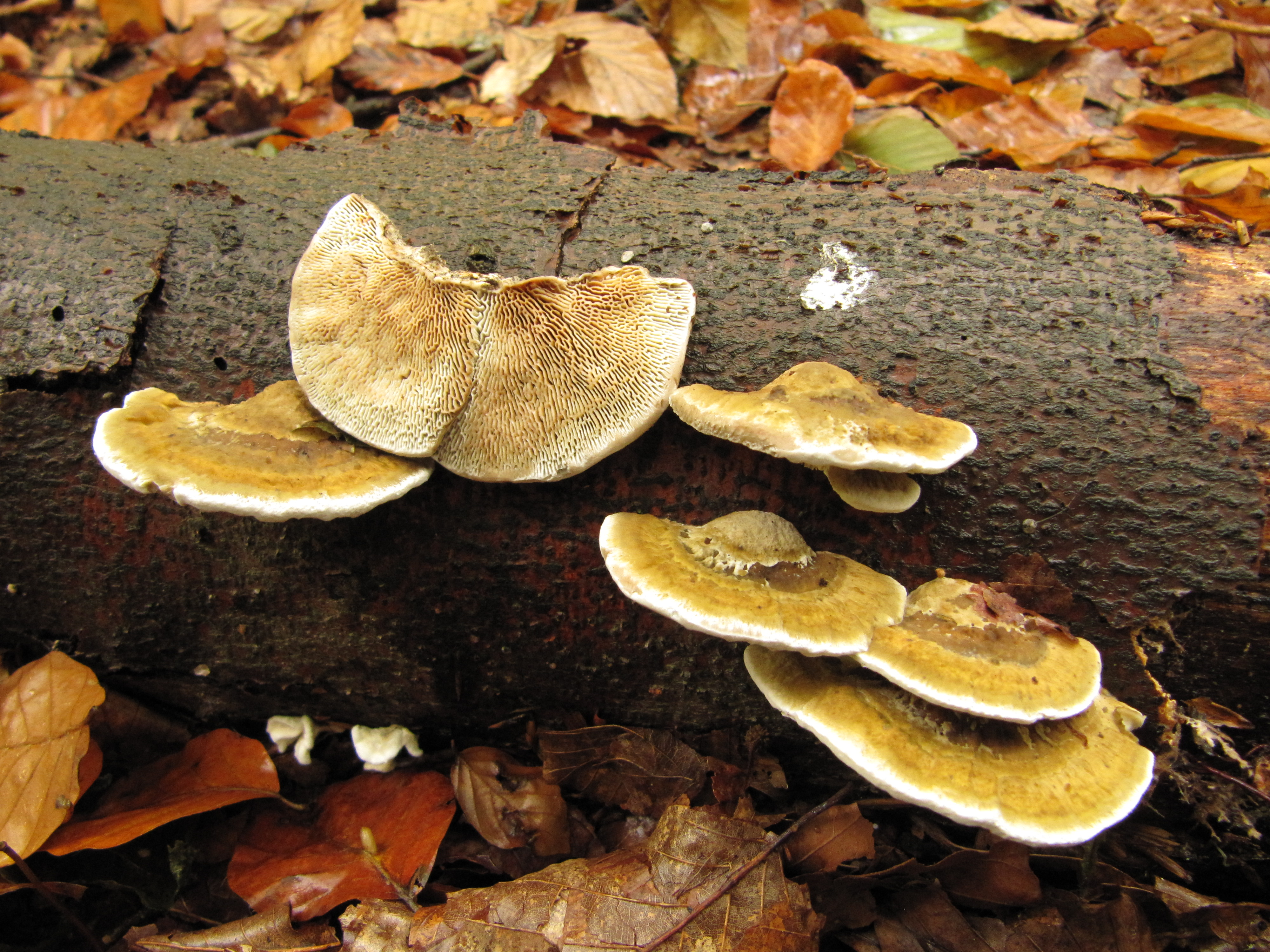
Rötender Blätterwirrling, helle Form

Die Fruchtkörper erreichen eine Breite zwischen fünf und zwölf Zentimetern und können vier bis acht Zentimeter vom Substrat abstehen. Sie werden zwischen einem und drei Zentimeter dick. Die Oberseite ist zunächst weißlich grau getönt, später färbt sie sich wein- bis ockerrötlich und ist leicht zoniert. Die Oberfläche ist etwas grubig oder radialrunzelig, die Zuwachszonen sind weiß.
Das Hymenophor auf der Unterseite ist grauweißlich bis blass holzbräunlich gefärbt. Es kann je nach Fruchtkörper sehr unterschiedlich ausgebildet sein. Die Variationsbreite reicht von vollständig porig über porig-labyrinthisch bis annähernd lamellig (var. tricolor). Die beiden Extreme sind jedoch seltener als die typische stark verlängerte, labyrinthische Ausprägung. Auf Druck verfärbt es sich bei frischen Exemplaren wein-rosarötlich. Die Öffnungen in der Fruchtschicht sind bis zu 15 Millimeter tief. Das Fleisch ist blass holzbräunlich und besitzt eine korkartig-zähe Konsistenz. Das Sporenpulver ist weiß.

### Mikroskopische Merkmale
Die Sporen messen 7–10 × 2–3 Mikrometer und sind inamyloid. Sie sind zylindrisch bis allantoid (leicht gekrümmt) geformt.

## Artabgrenzung
Charakteristisch für den Rötenden Blätterwirrling ist das Röten des Hymenophors bei Druck. Die Buckeltramete (Trametes gibbosa) besitzt ein ähnlich geformtes Hymenophor. Ihr Fleisch ist allerdings weiß und nicht bräunlich. Ähnlichkeit besitzt auch der Eichenwirrling (Daedalea quercina), der ein deutlich gröber strukturiertes Hymenophor und einen kräftigeren Wuchs hat; außerdem ist er meist an Eichen zu finden.

## Ökologie
Der Rötende Blätterwirrling bevorzugt mehr oder weniger stickstoffhaltige Silberweiden- und Erlen-Feldulmen-Auwälder, dort wächst er vor allem an Weiden und Erlen. Aber auch in entsprechenden Laubholzbeständen fern von Flussläufen, insbesondere schattige Stellen und Vorwälder mit hoher Luftfeuchte, ist der Pilz häufig anzutreffen. Dort besiedelt er mit Vorliebe Hasel. Ebenso kommt er an Wegrändern vor, wo er vor allem Hainbuchen, Birken, und Ebereschen befällt.
Der Rötende Blätterwirrling ist ein Saprobiont und besiedelt stehende und liegende Stämme sowie Äste, die sich noch am Baum befinden oder am Boden liegen. Diese konnten entweder gerade abgestorben oder bereits vermorscht sein. Selten ist der Pilz auch an Stümpfen verschiedener Laubhölzer zu finden. Im befallenen Substrat erzeugt er eine sehr intensive Weißfäule. In etwa der Hälfte aller Fälle werden Weiden befallen. In großem Abstand folgen Birken und Erlen.
Die Fruchtkörper sind einjährig, können aber sehr lange am Substrat überdauern und sind daher das ganze Jahr über zu finden. Die Sporenbildung beginnt im Herbst, erhöht sich im Winter und klingt im Frühsommer ab. Erst bei Tagesdurchschnittstemperaturen von unter minus drei Grad Celsius mit sehr geringer Luftfeuchte wird der Prozess kurzzeitig unterbrochen.

## Verbreitung
Der Rötende Blätterwirrling ist in Nordamerika bis Mexiko, in Europa und in Asien sowie in Australien und Neuseeland weit verbreitet. In der Holarktis ist er submeridional bis temperat anzutreffen.
In Europa erstreckt sich das Gebiet von Spanien und Italien im Süden bis ins südliche Fennoskandinavien und in das Baltikum im Norden. In Südskandinavien ist er allerdings selten. Nach Osten reicht die Verbreitung bis Belarus, Ungarn und zur Ukraine, vereinzelt auch im Kaukasus und im Ural. Generell besitzt die Art einen Schwerpunkt im subozeanischen Gebiet und fehlt in stark ozeanischen Regionen wie Portugal und Irland sowie im östlichen Mittelmeerraum in Griechenland und Albanien, oder ist dort übersehen.
In Deutschland dringt der Pilz bis weit in die Täler der Alpen vor. Deutlich dünner sind die Vorkommen in kontinentaler gelegenen Regionen und in Nadelwaldarealen.

## Systematik

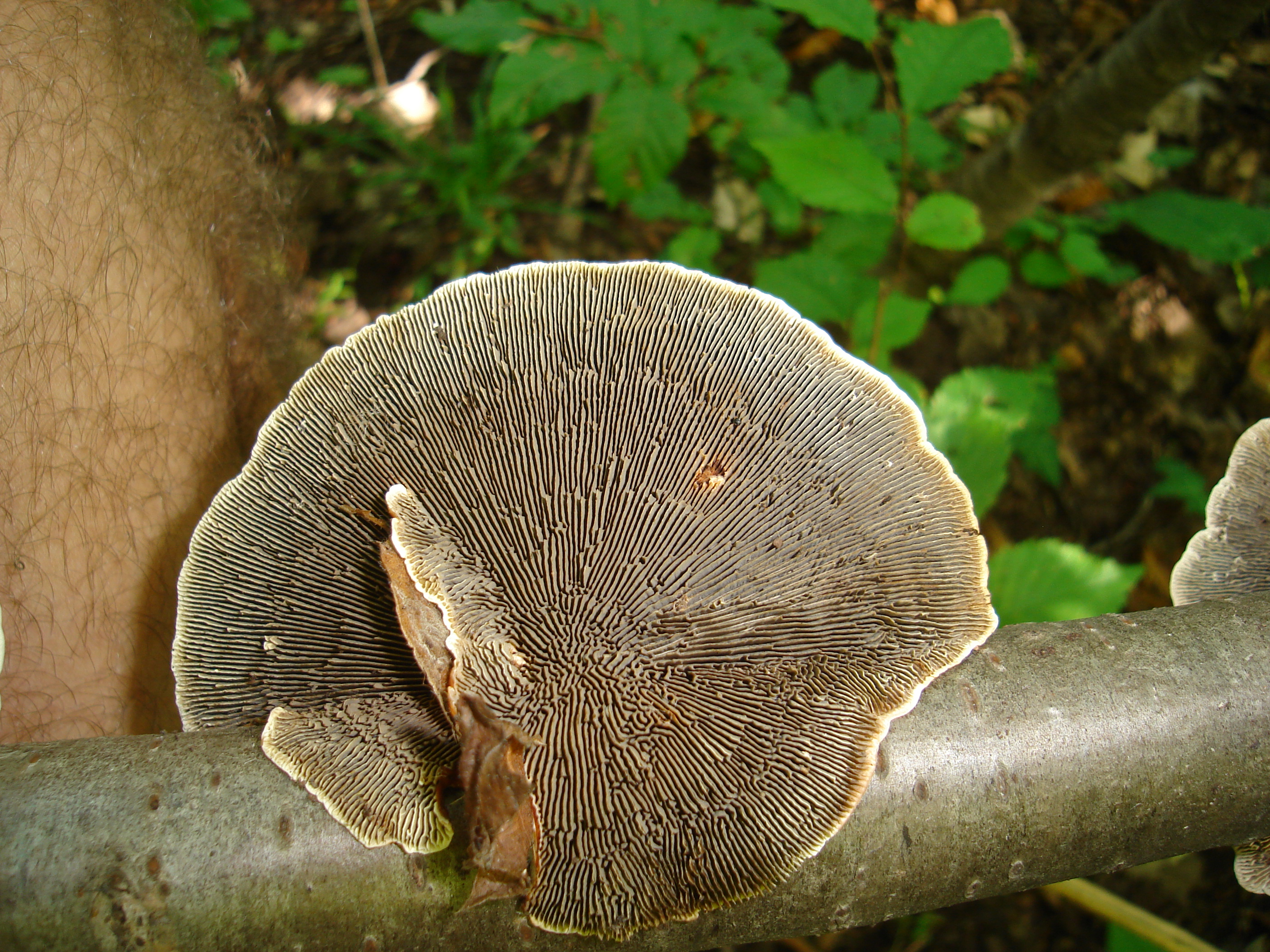
… und ein lamellenartig strukturiertes Hymenophor auf der Hutunterseite.

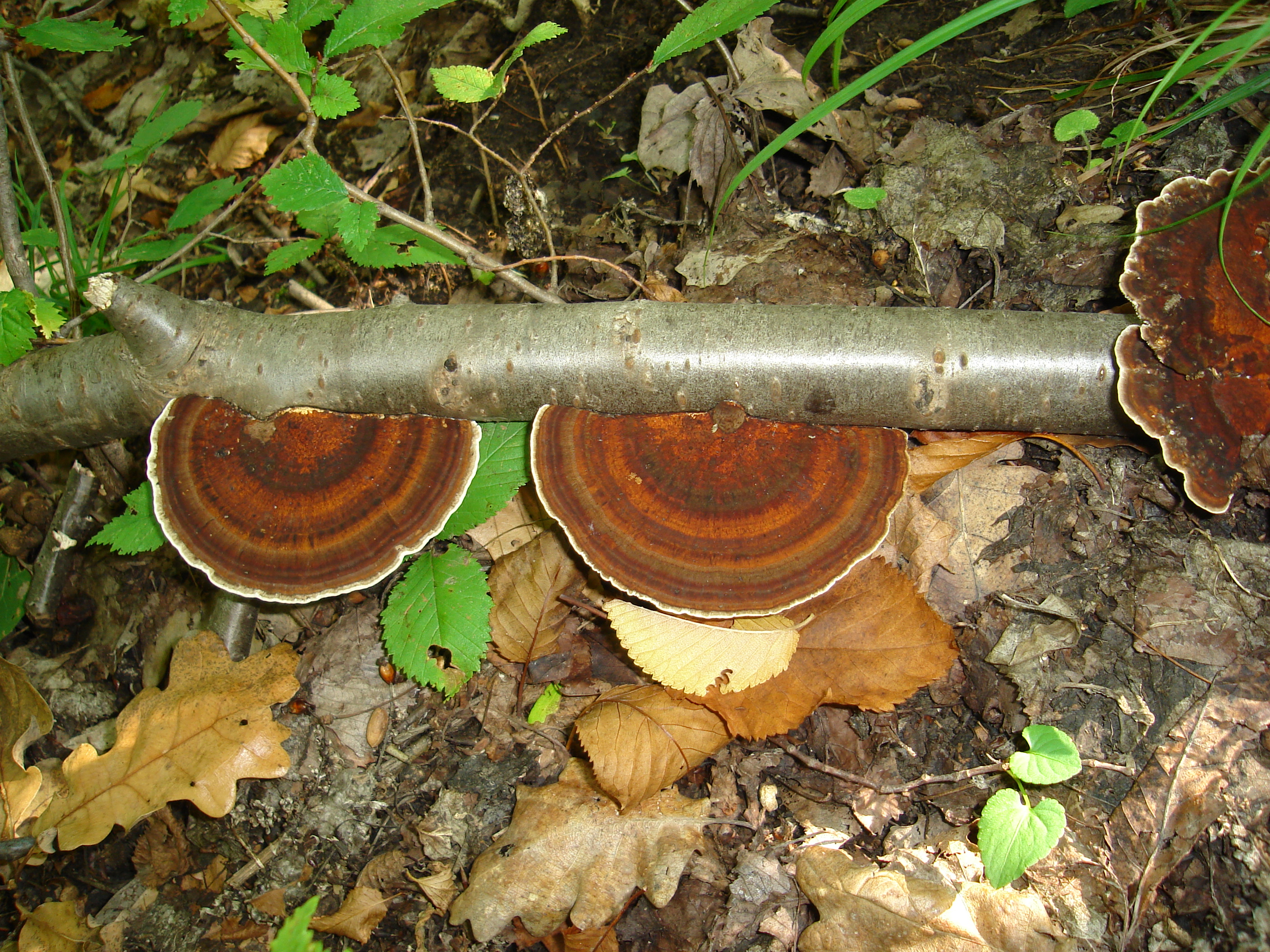
Die Varietät tricolor des Rötenden Blätterwirrlings hat intensivere weinrote Hutfarben …

Oft wird eine Varietät tricolor unterschieden. Diese besitzt einen deutlich kräftiger weinrot gefärbten Hut, der jedoch etwas einheitlicher getönt und durchschnittlich etwas kleiner ist, sowie lamelliges, stärker silbrig glänzendes Hymenophor. Ein weiteres Merkmal ist die Vorliebe für wärmere Standorte. So besiedelt die var. tricolor nur Substrate bis zur submontanen Stufe und ist dort bereits selten anzutreffen. Krieglsteiner bezweifelt jedoch die Berechtigung dieser Varietät, da Übergänge der Gestalt des Hymenophors und der Hutfarbe in allen Kombinationen selbst am gemeinsamen Substrat vorkommen können.
Gelegentlich wurde var. tricolor auch schon als eigene Art (Daedaleopsis tricolor) unterschieden.     
DNA-Untersuchungen deuten jedoch darauf hin, dass sich beide phylogenetisch nicht unterscheiden.